# Lichtovergevoeligheid
Lichtovergevoeligheid is algemene term voor aandoeningen met overgevoeligheid voor licht. Dit kan zijn doordat het pijn doet aan de ogen: bijvoorbeeld bij migraine of bepaalde oogaandoeningen. Zie hiervoor fotofobie. Ook de huid kan overgevoelig op licht reageren. Meestal ontstaat dan roodheid, soms papels, blaren of erosies. Dit kan vele oorzaken hebben (zie onder). Daarnaast kan een lichtovergevoeligheid blijken uit een verhoogde kans op huidkankers, die ontstaan doordat de schade van zonlicht niet goed gerepareerd wordt. Dit komt voor bij zeldzame aangeboren aandoeningen, zoals de verschillende vormen van xeroderma pigmentosum, en syndroom van Cockayne.

## Oorzaken/vormen van lichtovergevoeligheid aan de huid
- Zonneallergie: het ontstaan van jeukende papels, roodheid en soms blaasjes enkele uren na zonlicht. Deze aandoening komt vrij veel voor.
- Actinisch reticuloïd of chronische actinische dermatitis: een uitgebreide roodheid en jeuk aan de huid bij oudere mensen, die zo chronisch is geworden dat de lichtfactor nauwelijks opvalt.
- Solaire urticaria: galbulten die worden uitgelokt door blootstelling aan zonlicht.
- Juvenile spring eruption: blaasjes die op de huid ontstaan in de eerste lentezon, vooral bij kinderen.
- Systeemziekten: bij aandoeningen als systemische lupus erythematodes (SLE)  en huidvarianten daarvan – chronische discoïde lupus erythematodes (CDLE) en subacute cutane lupus erythematosus (SCLE) – kunnen de huidklachten verergeren door zonlicht. Ook bij dermatomyositis is er huiduitslag op aan licht blootgestelde gebieden te zien (handruggen, gezicht).
- Geneesmiddelen kunnen als bijwerking lichtovergevoeligheid veroorzaken. Dit wordt fototoxiciteit of fotosensibiliteit genoemd, en komt voor bij bijvoorbeeld tetracycline,[1] amiodaron,[2] hydrochloorthiazide.[3] Ook allerlei sappen uit planten, verschillende cosmetica en teerproducten kunnen fototoxisch zijn, dat wil zeggen na inwerking van licht schadelijk voor de huid worden.
- Fotocontactallergie: een contactallergie voor stoffen, die pas blijkt als de stof (en de huid) zijn blootgesteld aan licht (en/of uv-straling).
- Porfyrie: stoornissen in de aanmaak van hemoglobine kan zorgen voor ophoping van lichtgevoelige stoffen, te weten porfyrines.
- (Andere) erfelijke aandoeningen met blaarvorming als gevolg van blootstelling aan licht: syndroom van Rothmund-Thompson, syndroom van Kindler.